# 九戸インターチェンジ
九戸インターチェンジ（くのへインターチェンジ）は、岩手県九戸郡九戸村にある八戸自動車道のインターチェンジ。八戸自動車道としては、久慈港など久慈市の最寄りインターチェンジである。

## 歴史
- 1986年（昭和61年）11月27日 : 一戸IC - 八戸IC開通に伴い、供用開始。
- 2018年（平成30年）3月24日 : 国土交通省の社会実験事業として、高速道路一時退出実験の試行開始[2]（ETC2.0搭載車に限定して、当ICで流出し、隣接する道の駅おりつめに立ち寄り後、1時間以内に当ICから再流入して順方向に利用の場合、目的地まで高速道路を降りずに利用した場合と同じ料金に調整される。）。
- 2020年（令和2年）3月27日 : 高速道路一時退出実験の退出可能時間がそれまでの1時間以内から3時間以内に引き上げられる[3]。
- 2022年（令和4年）7月1日 : 高速道路一時退出実験の退出可能時間がそれまでの3時間以内から2時間以内に変更[4]。

## 道路

### 本線
- E4A 八戸自動車道（3番）

### 接続する道路
- 直接接続
  - 国道340号
  - 岩手県道22号軽米九戸線

## 料金所
- ブース数：4

### 入口
- ブース数：2
  - ETC専用：1
  - 一般：1

### 出口
- ブース数：2
  - ETC専用：1
  - 一般：1

## 周辺
- 道の駅おりつめ（バスストップ併設）

## 隣
E4A 八戸自動車道
(2) 一戸IC - (3) 九戸IC - 折爪SA - (4) 軽米IC

## 形状
ランプウェイはトランペット型である。